# Убийство в Маньянвиле
Убийство полицейского и его жены в Маньянвиле (фр. Magnanville), пригороде Парижа, было совершено 13 июня 2016 года. Ответственность за него взяло на себя Исламское государство.

## Ход событий
Вечером 13 июня было произведено нападение на полицейского в пригороде Парижа. Жена полицейского была взята в заложники и позже найдена мёртвой. Трёхлетний ребёнок не пострадал.